# Maarssen
Maarssen (anhörenⓘ) ist eine ehemalige Gemeinde in den Niederlanden, Provinz Utrecht. Seit dem 1. Januar 2011 ist sie ein Teil der neu gebildeten Gemeinde Stichtse Vecht.

## Lage und Wirtschaft
Maarssen liegt 5 km nördlich von Utrecht, an der Auto- und Eisenbahn nach Amsterdam, am stark befahrenen Amsterdam-Rhein-Kanal (Amsterdam-Rijnkanaal) und an der Vecht, die quer durch das alte Dorf Maarssen verläuft. Auf der anderen Seite des Amsterdam-Rijnkanaals liegt das ausgedehnte Neubauviertel Maarssenbroek, eigentlich ein Vorort von Utrecht, in dem viele Pendler aus dieser Stadt leben. An der Grenze zur Stadt Utrecht liegt die Ortschaft Oud Zuylen, mit dem Schloss Zuylen.
Maarssen hat ein großes Industriegebiet, in welches zwischen 1900 und 2000 Utrechter Industrie- und Handelsfirmen aller Art ausgewichen sind. In Maarssen ist unter anderem das Europäische Dienstleistungszentrum des Elektronikkonzerns Fujitsu angesiedelt, das gegenwärtig ca. 800 Menschen beschäftigt.

## Geschichte
Im Jahre 866 wird in einer Schenkungsurkunde ein Ort in dieser Gegend namens Marsua oder Marsna (= bei Moor- oder Sumpfland) erwähnt.
Von 1083 bis zur Verwüstung durch die Franzosen 1672 stand in Maarssen ein Schloss Maarssen.
Im 17. Jahrhundert entstand im Zentrum des heutigen Dorfes die Siedlung von Kaufleuten, Schiffern und reichen Amsterdamer Patriziern, wie Johan Huydecoper van Maarsseveen die im Stil ihrer eigenen Grachtenhäuser eine Zweitwohnung bauen ließen. In der Französischen Zeit (1795–1815) ging davon vieles verloren. Im Ortsteil Maarsseveen wurde zwischen 1600 und 1800 viel Torf abgebaut. Huydecoper war der wichtigste Investor. Es entstanden dort, wie im benachbarten Loosdrecht, einige Seen.

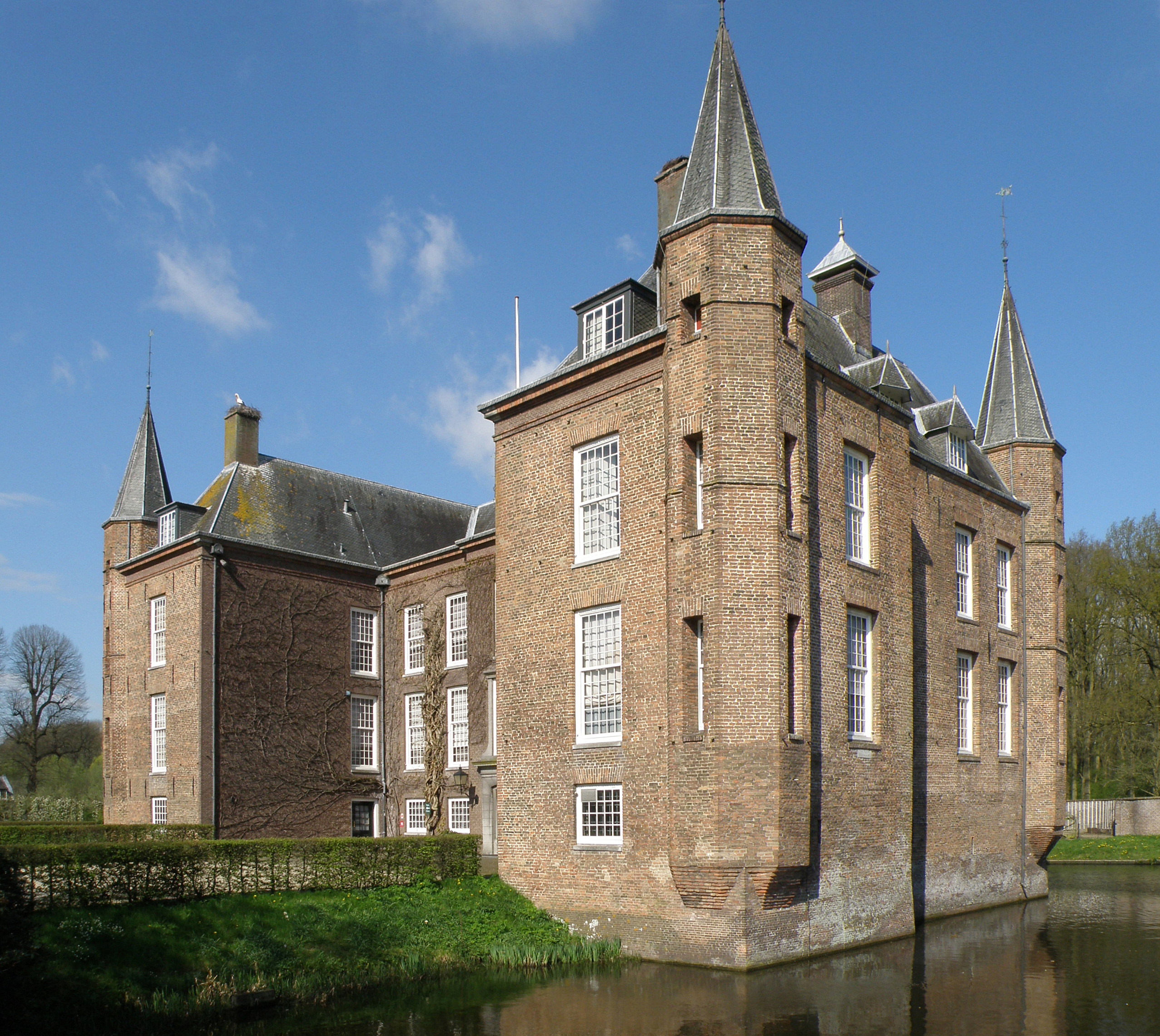
Schloss Zuylen

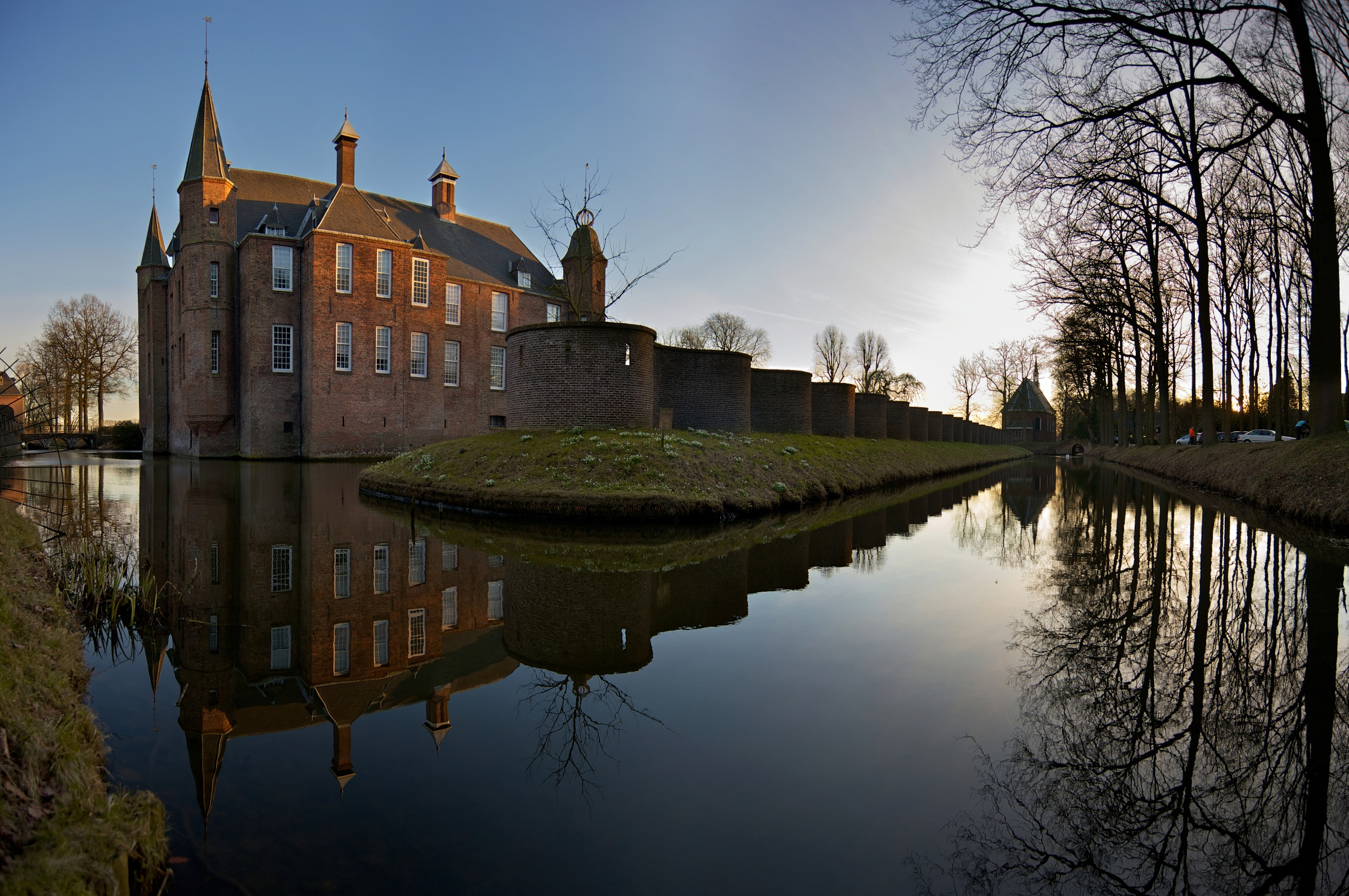
Schloss Zuylen mit Serpentinenmauer

Das Dorf Zuilen, das zum Teil zur Stadt Utrecht, zum Teil (Oud-Zuilen) zu Maarssen, gehört, entstand um das Schloss Zuylen. Das Geschlecht Van Zuylen war schon im 12. Jahrhundert in der Gegend sehr einflussreich und besaß gleichzeitig die Burg Anholt. In Zuylen war es bis ins 14. Jahrhundert ansässig; es teilte sich in zahlreiche Zweige auf. Im 15. Jahrhundert hatte das Gut bereits andere Besitzer, 1422 ging es auf dem Erbweg an Frank II. von Borsselen, den Statthalter von Holland und Seeland. Kurz danach wurde es im Haken-und-Kabeljau-Krieg durch Utrechter Haken vollkommen zerstört. 1510–25 wurde es durch den Adligen Willem van Rennenberg wieder aufgebaut; der Status eines Rittergutes (Ridderhofstad) wurde ihm zuerkannt. Seine Nachkommen, darunter Georg von Lalaing und das Haus Egmond, besaßen es, bis es 1611 an den Amsterdamer Kaufmann Jasper Quinget verkauft wurde. Sein Amsterdamer Adam van Lockhorst wurde sechs Jahre später der nächste Besitzer. Um 1620 war Admiral Steven van der Hagen Bewohner der Burg. Schließlich gelangte sie in den Besitz der Familie Van Tuyll van Serooskerken. 1752 wurde das Schloss im Rokoko-Stil renoviert. Hier wurde die Schriftstellerin Belle van Zuylen (1740–1805, Geburtsname Isabella Agneta Elisabeth van Tuyll van Serooskerken) geboren, die später unter dem Namen Madame de Charrière in der französischen Literatur berühmt wurde. In den 1950er Jahren brachte Frederik Christiaan Constantijn van Tuyll van Serooskerken das Schloss in eine Stiftung ein, die es bis heute als Museum betreibt. Erwähnenswert ist die 120 m lange Serpentinenmauer neben dem Schloss.
Maarssen war zwischen 1938 und 1959 Standort der einzigen niederländischen Schwebefähre, einer Gewässerquerung (über den Amsterdam-Rhein-Kanal), wie sie weltweit nur rund zwanzigmal gebaut wurde.

## Sehenswürdigkeiten
Das Schloss Zuylen ist eine Wasserburg aus dem 16. bis 18. Jahrhundert. Die letzten Bewohner, die Barone Van Tuyll van Serooskerken, schenkten es um 1952 dem Staat als Museum. Es ist im Stil des 18. Jahrhunderts reich dekoriert und eingerichtet. Man kann das Schloss mit Führung besichtigen oder für Hochzeiten und Dinnerpartys mieten.
Die Vecht bietet einen großen Überblick auf viele Landsitze in der Umgebung. Auch steht an der Vecht eines von weltweit acht Klöstern von Sepulchrinerinnen, die Priorei Emmaus (seit 1966) im Landgut Doornburgh (Landgut aus dem 17. Jahrhundert). Das Kloster wurde im April 2017 geschlossen.
Im Ortskern von Maarssen stehen noch mehrere alte Häuser und das Schlösschen Goudestein (Heimatmuseum).
Die Maarsseveense Plassen sind zum Teil Wassersportgebiet, zum Teil Vogelreservat. Sie schließen an die Loosdrechter Plassen an (siehe unter Wijdemeren).

## Bilder

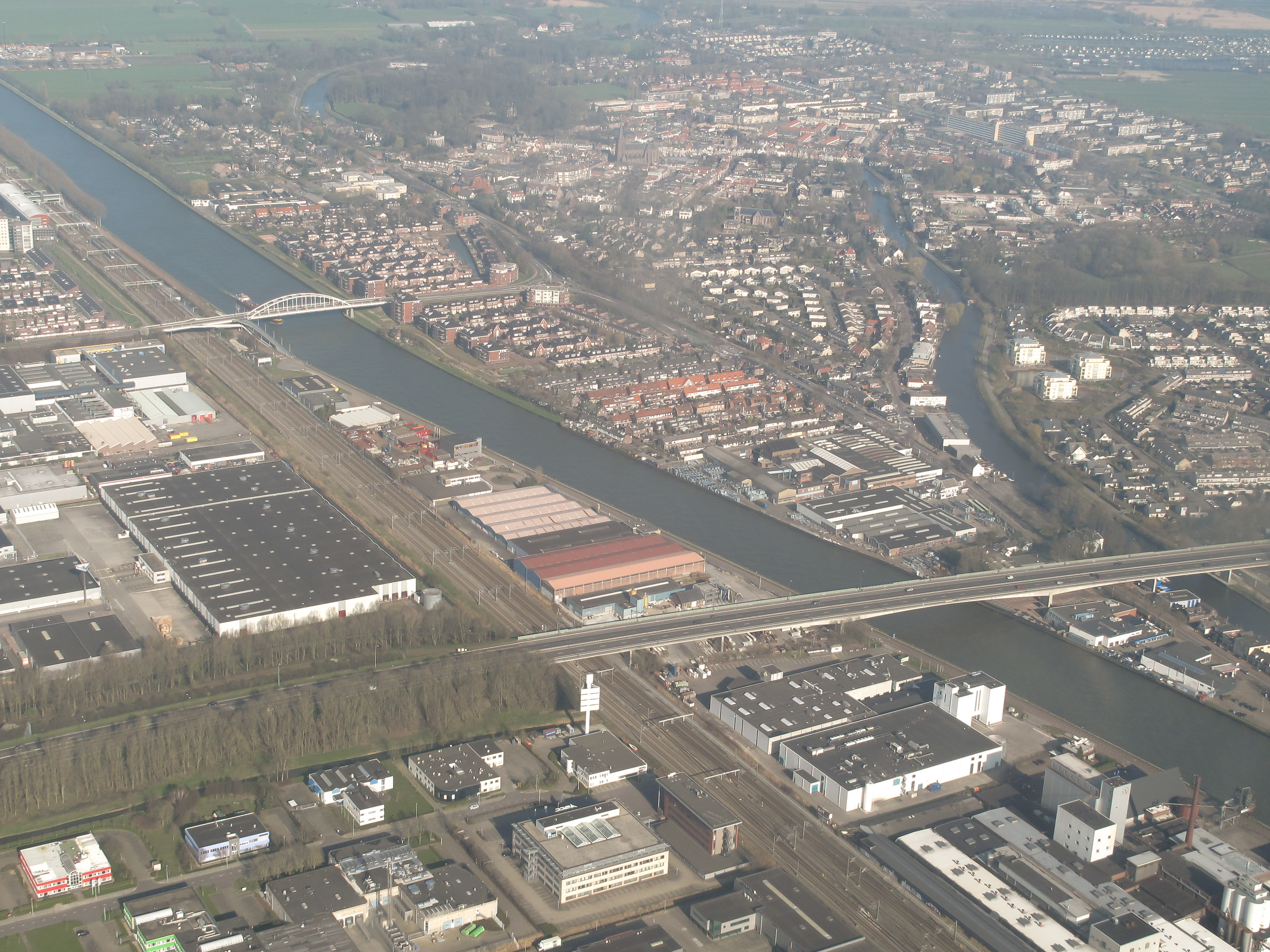
Luftbild zwischen Maarssen und Utrecht
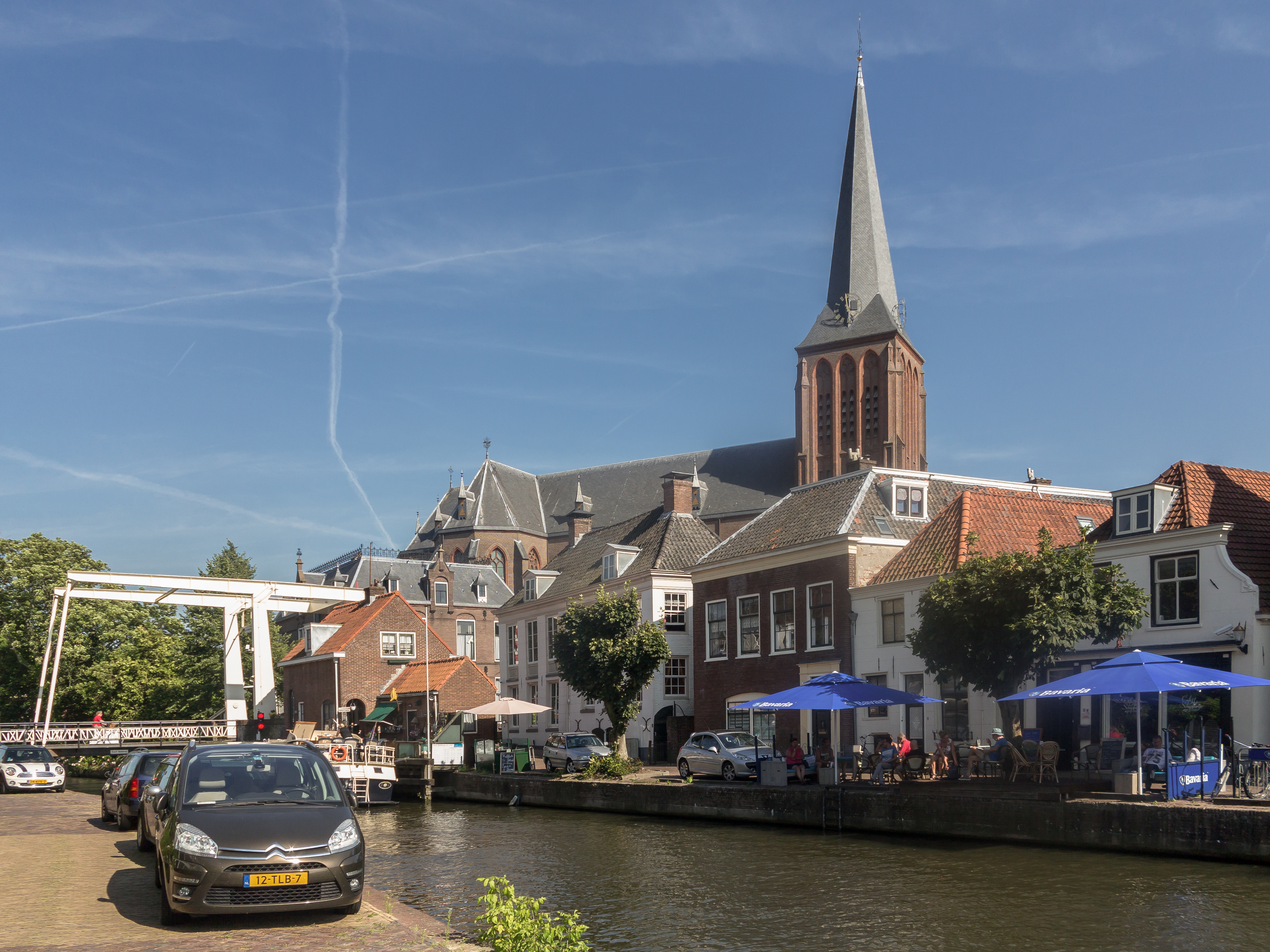
Kirche: de Heilige Hartkerk in Maarssen
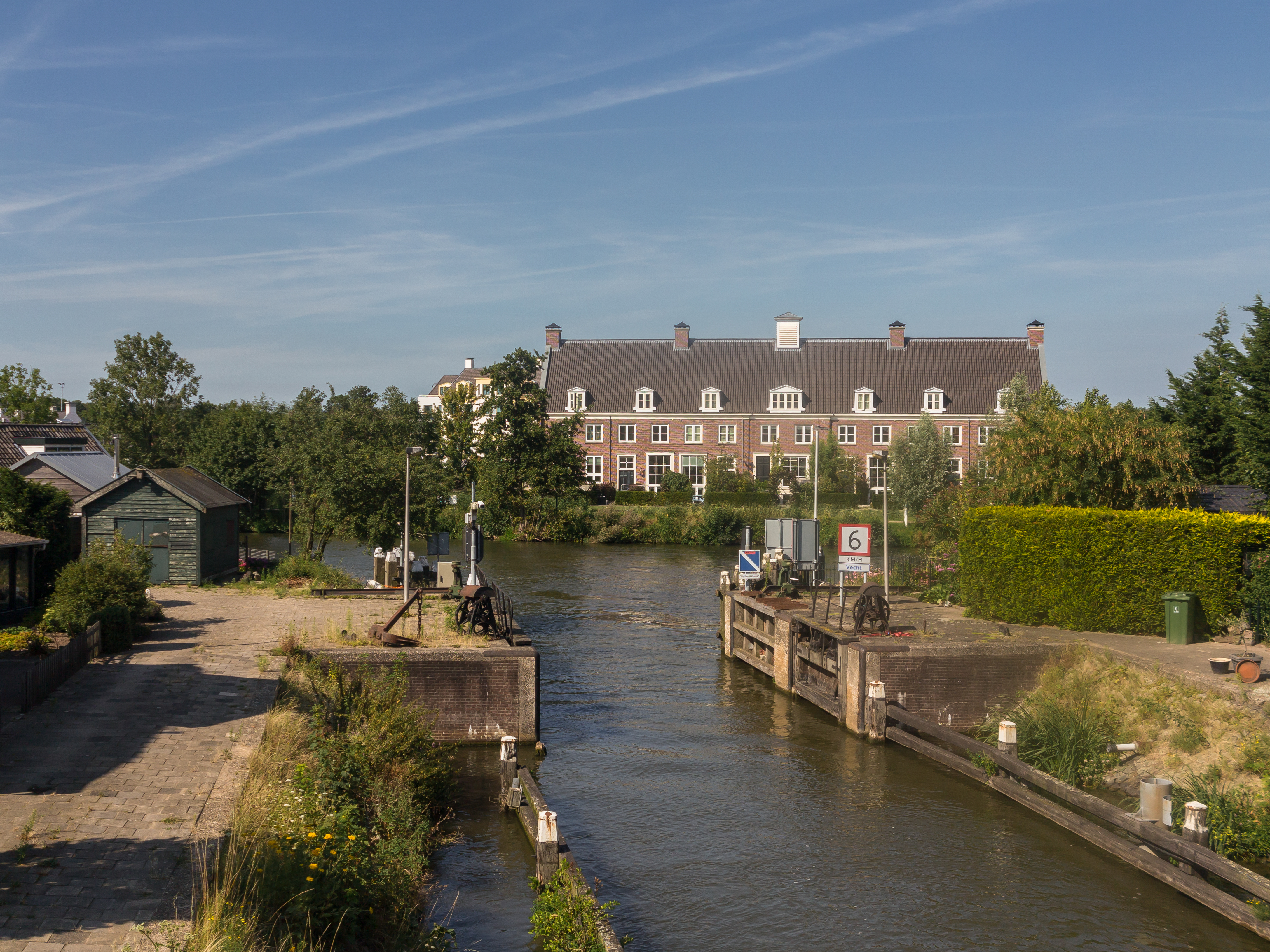
zwischen die Vecht und den Amsterdam-Rhein-Kanal bei Maarssen